# Cuscino

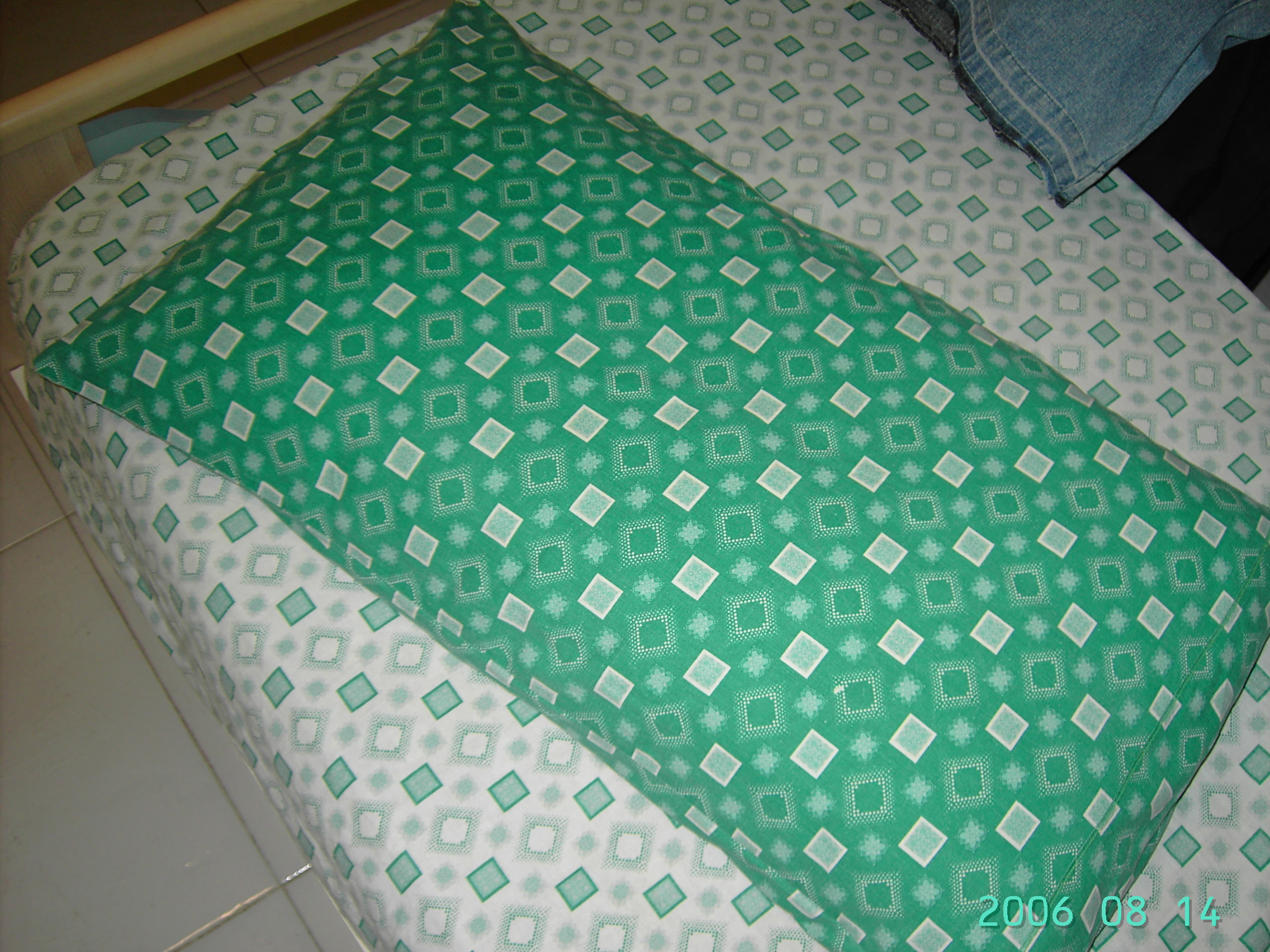
Un cuscino per il letto.

Un cuscino è un oggetto, rettangolare, circolare o di altre forme, di stoffa ripieno di materiali morbidi che viene utilizzato per appoggiarvi la testa durante il sonno. Viene anche usato per poggiarlo sulle sedie, sul divano o sul pavimento. Esistono anche cuscini che rivestono soltanto una funzione decorativa e non sono realizzati per sedercisi sopra.

## Descrizione

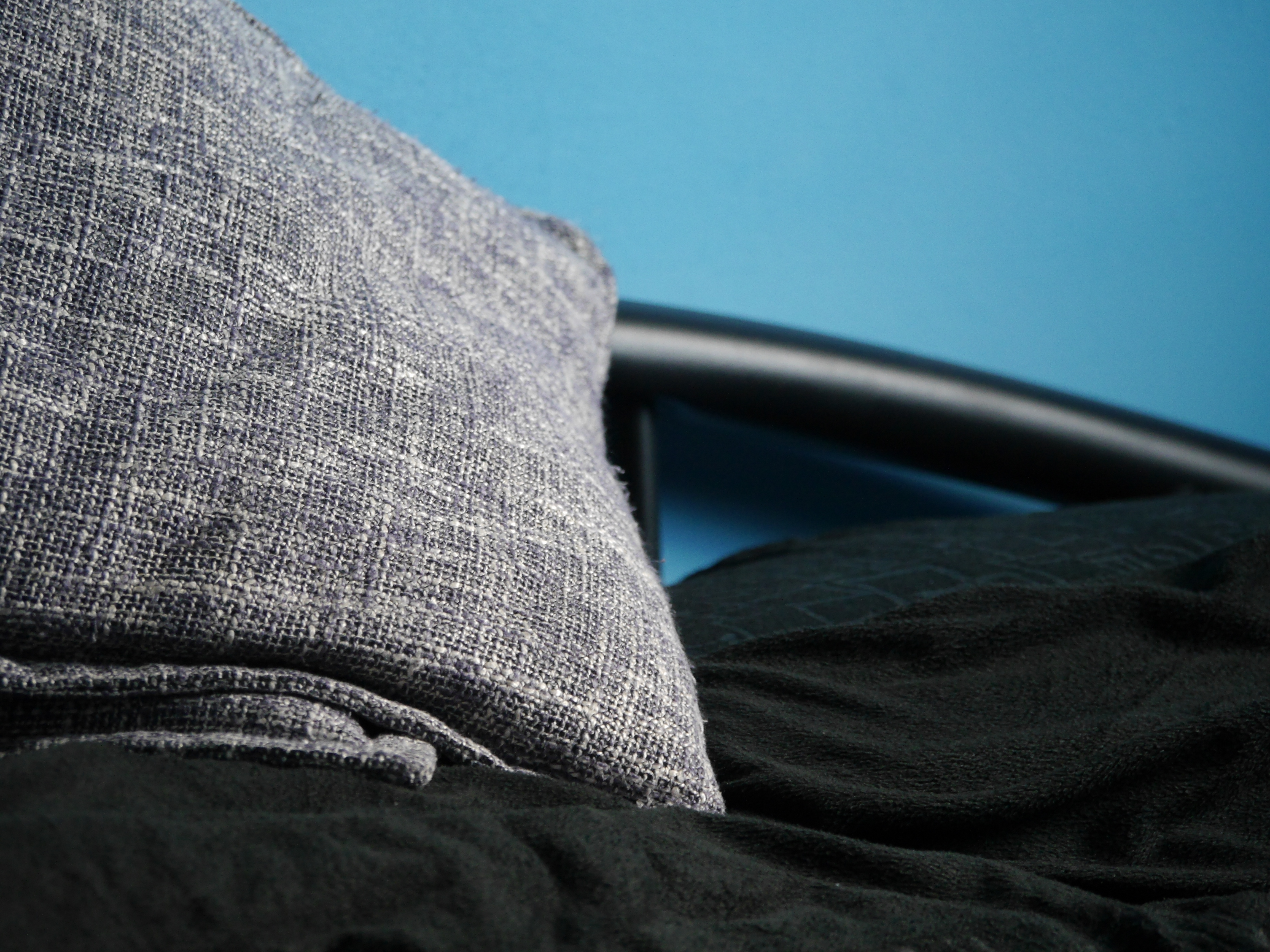
Cuscini decorativi per divano

Il cuscino è normalmente ripieno di fibre artificiali, lana, piume (specialmente nelle zone fredde) o materiali sintetici come gommapiuma o lattice di gomma. Anticamente veniva usata la paglia per l'imbottitura dei cuscini, ma oggi non è più usata per il suo scarso comfort. Le piume erano la scelta delle persone facoltose. Al giorno d'oggi il materiale più usato sono le fibre sintetiche per la loro morbidezza simile alle piume. I cuscini sono ricoperti da federe generalmente coordinate con le lenzuola. Le federe, come del resto le lenzuola, vengono sostituite spesso e facilmente lavate in lavabiancheria. Molta attenzione occorre riservare a questo accessorio in quanto il suo contatto diretto con la testa può dare allergia alle persone che soffrono di questa patologia. Ciò in quanto gli acari si annidano facilmente nel tessuto delle federe ed anche nel cuscino stesso. Per questo motivo viene utilizzata ultimamente come imbottitura il lattice che non favorisce l'attecchimento degli acari. Un altro tipo di imbottitura recentemente introdotta nel mercato è la gomma con caratteristiche viscoelastiche per la sua capacità di conformarsi all'anatomia e di sostenere il peso della testa senza essere dura. Il classico cuscino da letto è di forma rettangolare di dimensioni pressoché pari alla larghezza di un materasso ad una piazza. Vi sono anche dei cuscini con la sezione a doppia onda detti "anatomici" che al di là della soggettiva maggiore o minore comodità non sono stati oggetto di prove mediche della loro maggiore efficacia nella cura o la prevenzione delle patologie della cosiddetta cervicale.
Il riciclaggio dei cuscini, come la maggior parte degli articoli tessili e della biancheria da letto, è costoso e ha una resa scarsa. Pertanto, pochi vengono riciclati e la maggior parte finisce nelle discariche. Il loro peso ridotto significa che costituiscono una bassa percentuale di rifiuti domestici in massa. La maggior parte dei pochi cuscini raccolti per il riciclaggio vengono inviati in India e Pakistan e utilizzati come biancheria da letto a basso costo, o nel sud-est asiatico, insieme ad altri tessuti per produrre biancheria da letto economica.
La durata normale di un tipico cuscino occidentale va dai due ai quattro anni. Le condizioni del cuscino possono essere determinate controllando la presenza di grumi o piegandolo per vedere se rimane in quella forma. La sostituzione è consigliata per motivi sanitari.

## Tipi di cuscino
Il cuscino è disegnato per sostenere e dare comfort alle persone. Esistono vari tipi di cuscino: per letto (guanciale), per sedia o poltrona, decorativo per divano, da viaggio, da meditazione, il cuscino da divano tipico all'interno di divani familiari e via di seguito.

## Storia del cuscino
I cuscini furono usati in passato principalmente dalle persone agiate e sono stati trovati in Egitto nelle tombe dei faraoni. I primi cuscini risalgono a civiltà antiche come quelle mesopotamiche ed egiziane. Inizialmente, questi erano realizzati con materiali naturali come foglie, fieno o pietre morbide, e la loro funzione principale era quella di fornire un supporto rudimentale durante il sonno. Durante il periodo medievale, i cuscini divennero un segno di status sociale; le famiglie nobili e benestanti adornavano i loro letti con cuscini decorativi, spesso ricamati e imbottiti con materiali pregiati. Tuttavia, la maggior parte della popolazione continuava a utilizzarne di più semplici. Le forme sofisticate, i tessuti di fine fattura, i ricami e le applicazioni di pietre e metalli preziosi fecero del cuscino un oggetto artistico. Le produzioni più importanti originarono dalla antica Cina, dove per le famiglie facoltose i guanciali erano fatti in ceramica, più precisamente di materiali preziosi come la porcellana smaltata e dipinta. La superficie del cuscino poi veniva impreziosita di pietre, perle e pitture fatte con rifiniture in oro zecchino. Shi-fan-Sen (石閻森), un importantissimo maestro orafo ai tempi della dinastia Qin, realizzò per l'imperatore Ying Zheng un guanciale tra i più preziosi mai fatti, ancora oggi è possibile ammirarlo nel museo nazionale della Cina. Nell'Europa medievale i cuscini erano appannaggio di famiglie ricche e spesso venivano utilizzati per arricchire i corredi nuziali.

## Galleria d'immagini

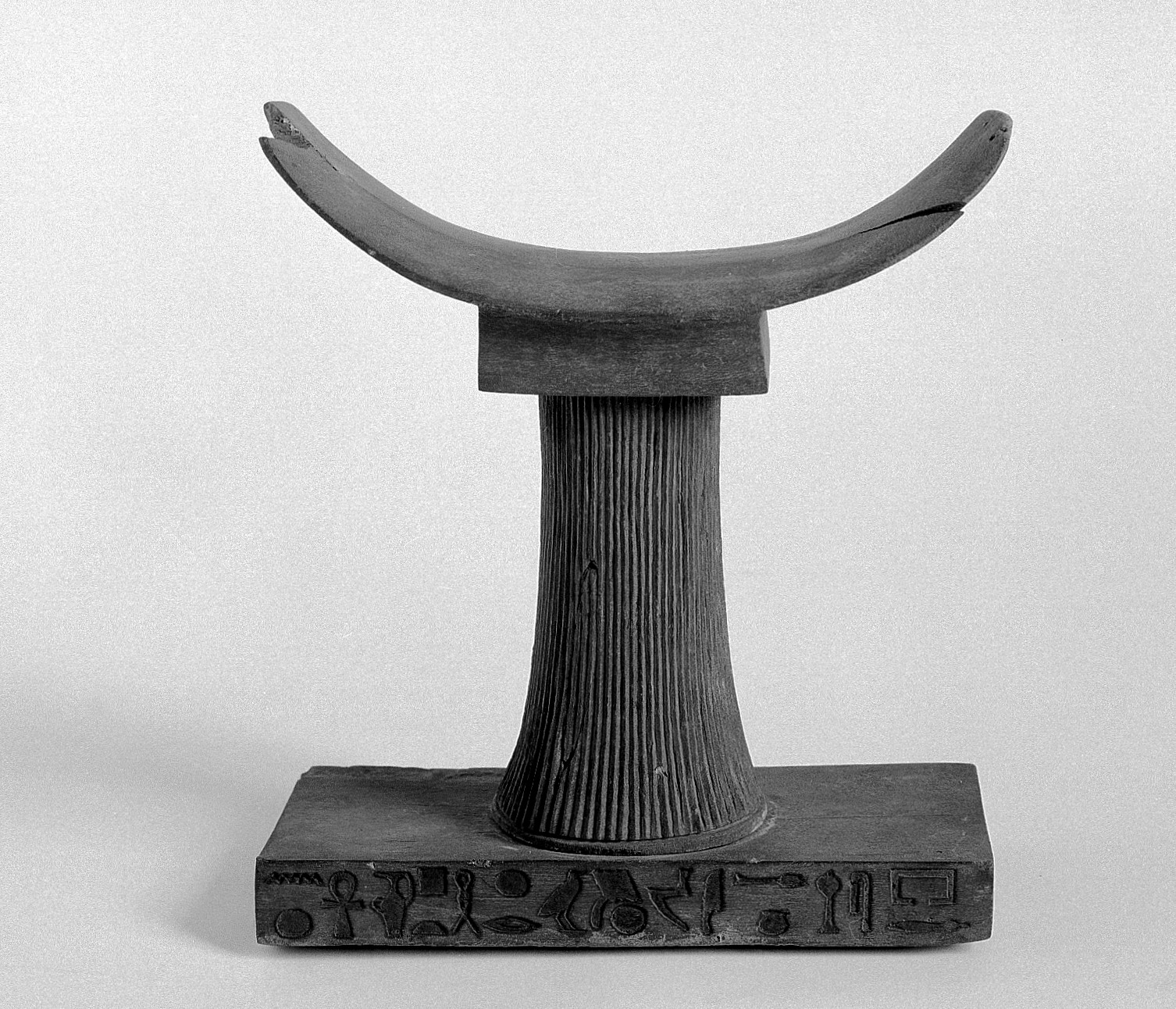
Un antico cuscino di legno egiziano
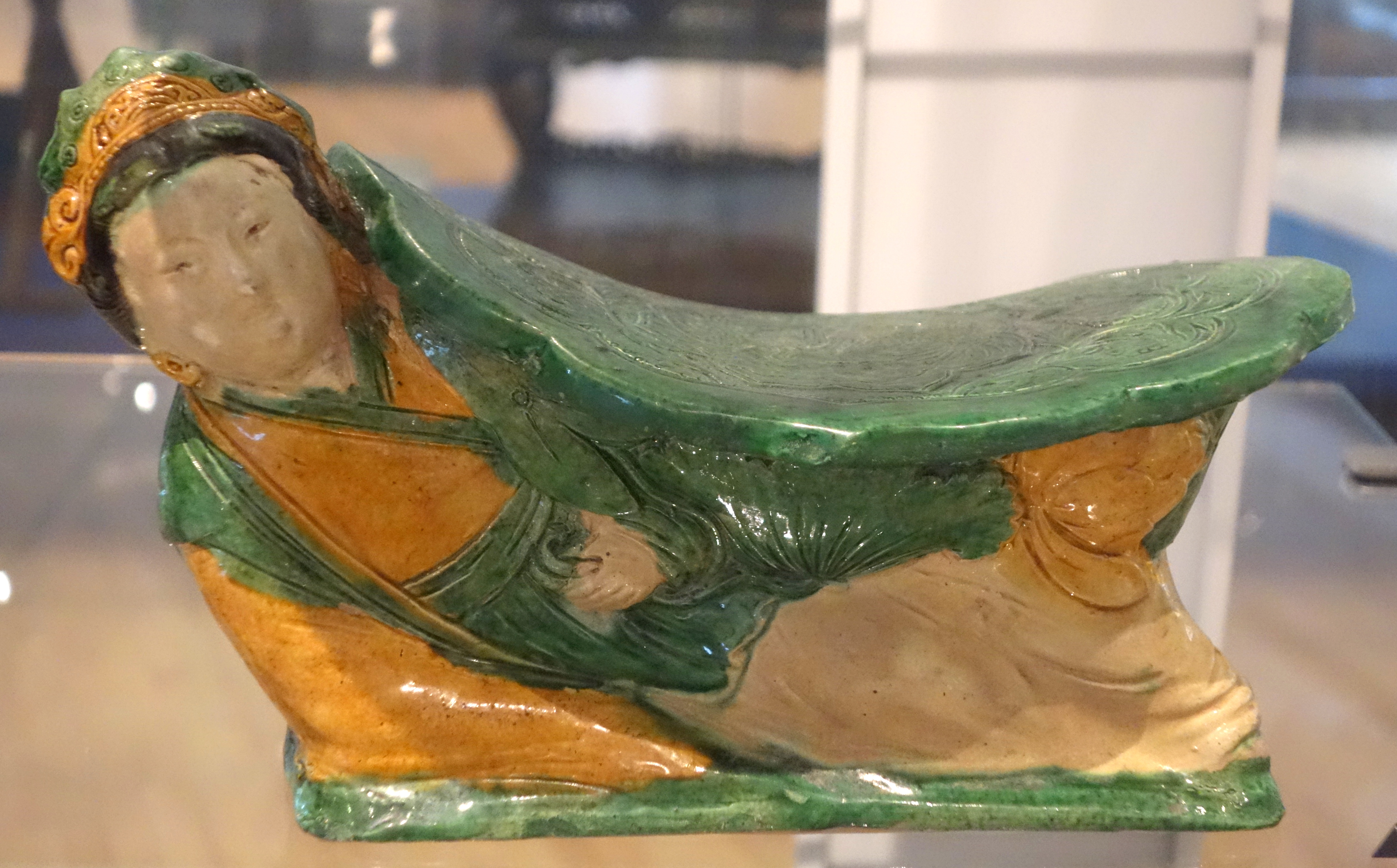
Un cuscino in ceramica della dinastia Jīn (1115-1234)
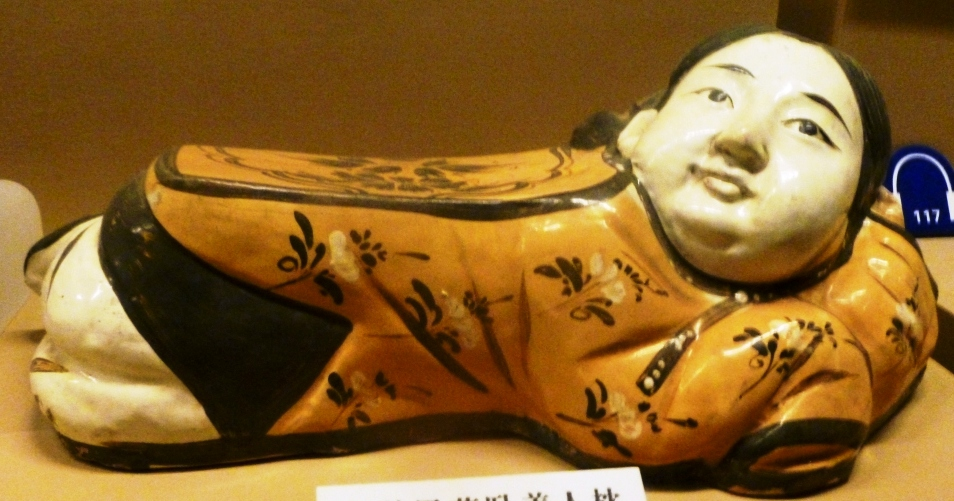
Cuscino in porcellana. Contea di Huangling, Cina. Periodo Jin (1115-1234 d.C.)
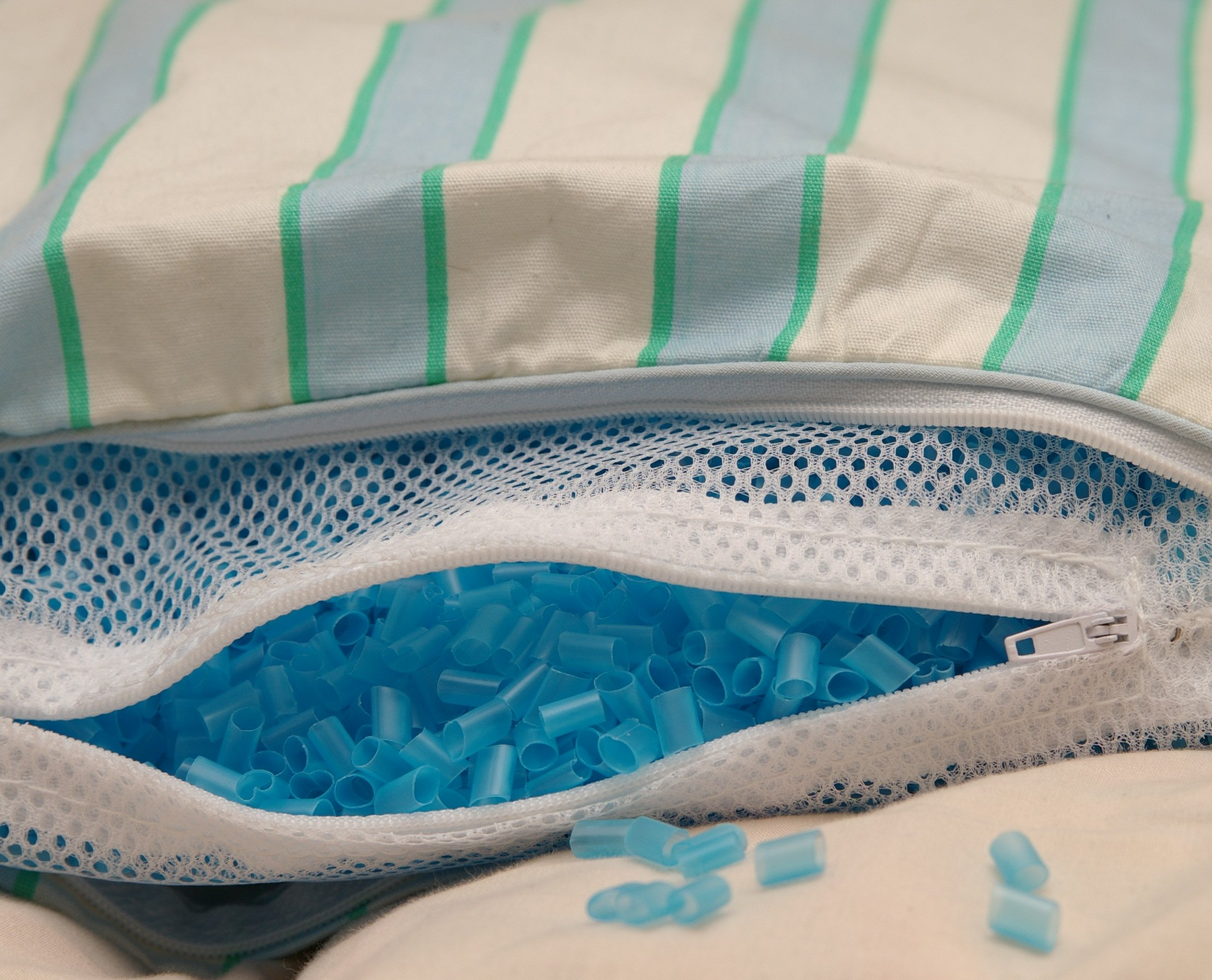
Un cuscino giapponese riempito di tubi di plastica in un sacco a rete
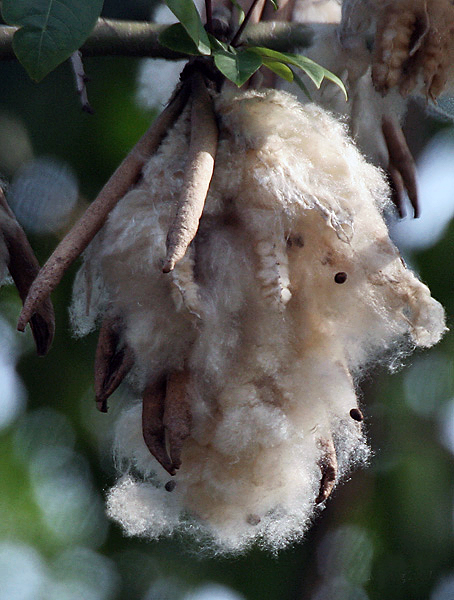
Le fibre di frutta dell'albero del cotone-seta (Ceiba pentandra) sono usate come riempitivo per i cuscini tradizionali in India
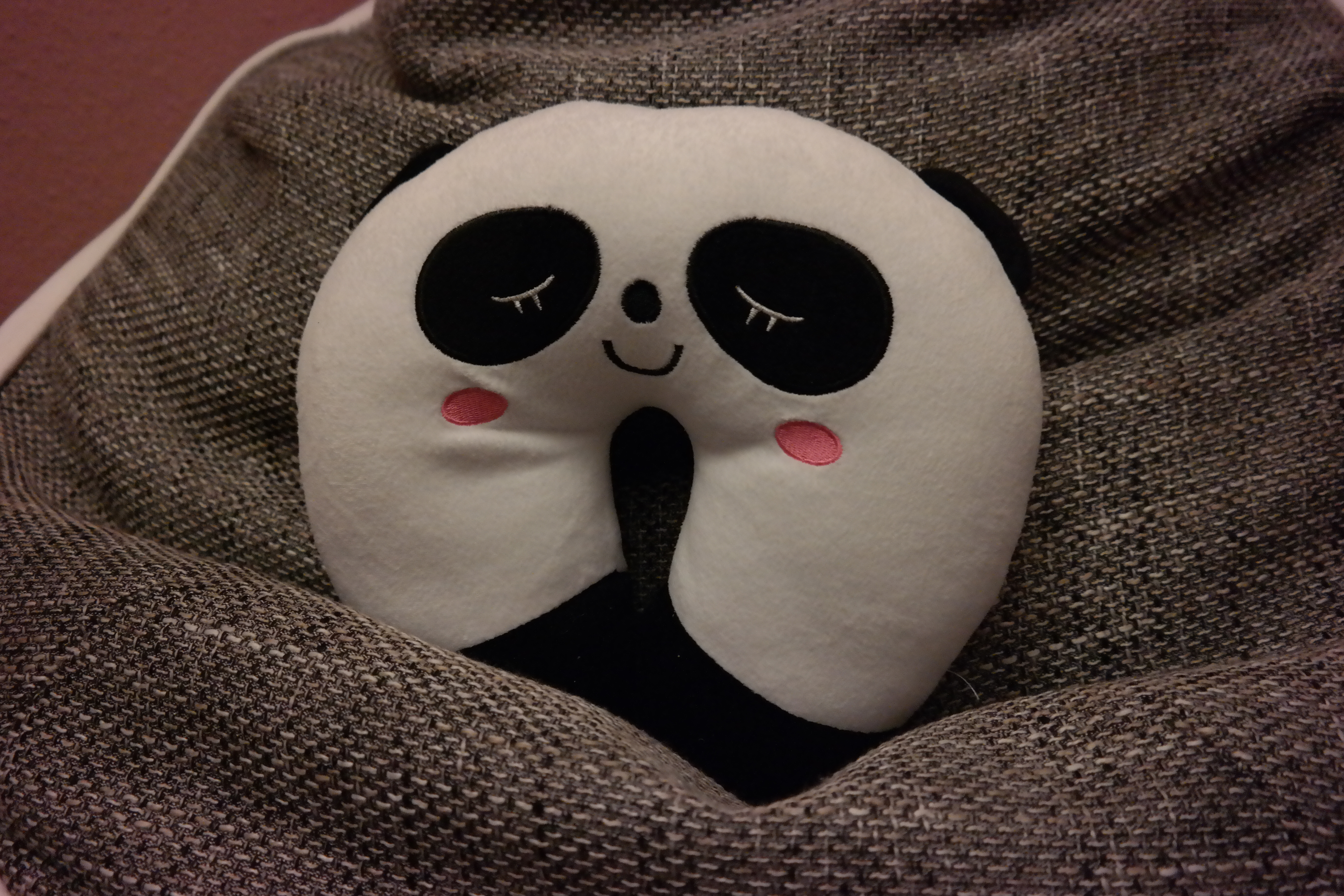
Cuscino da viaggio a forma di panda
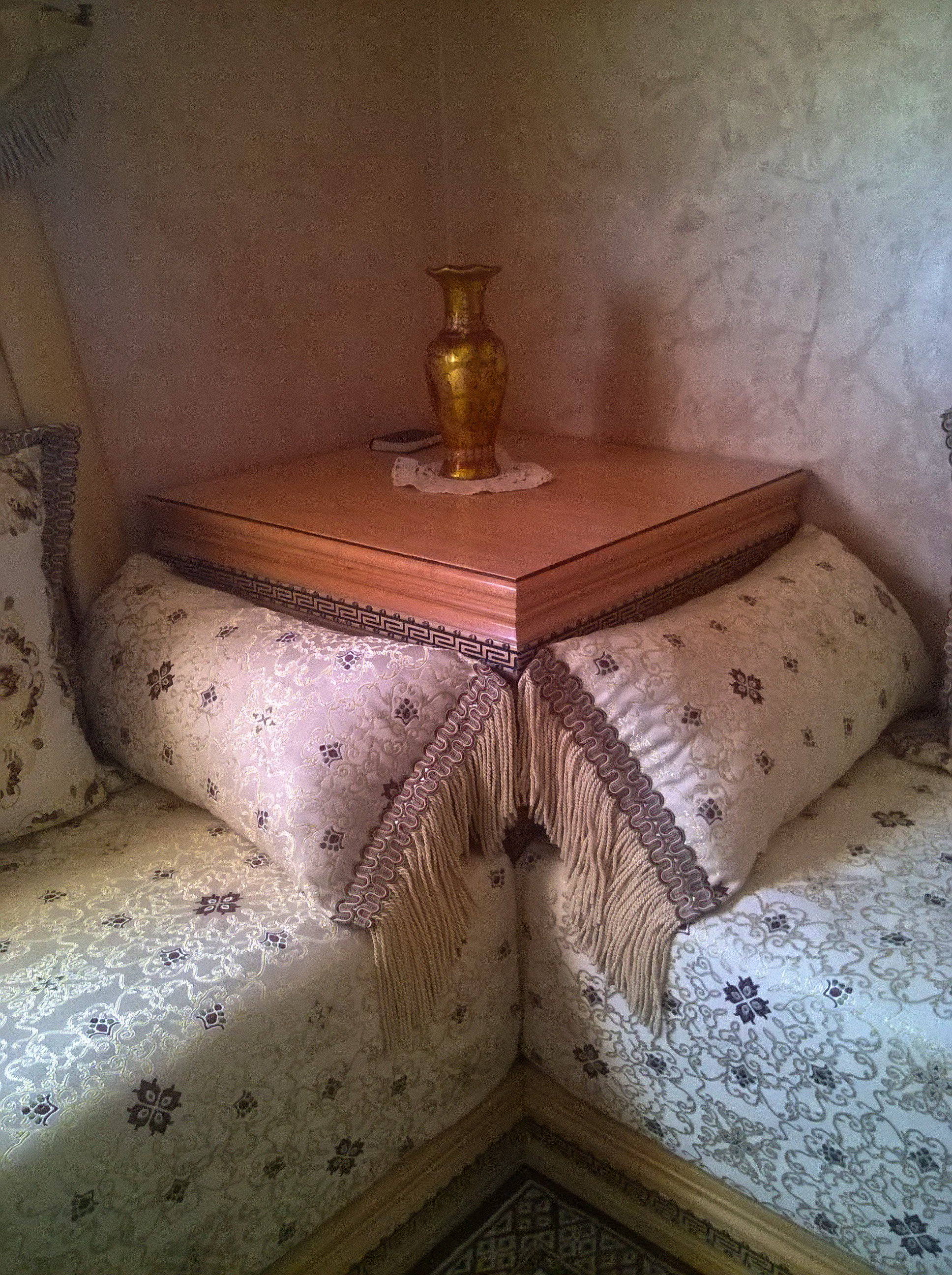
Cuscini decorati impilati sull'angolo di un divano
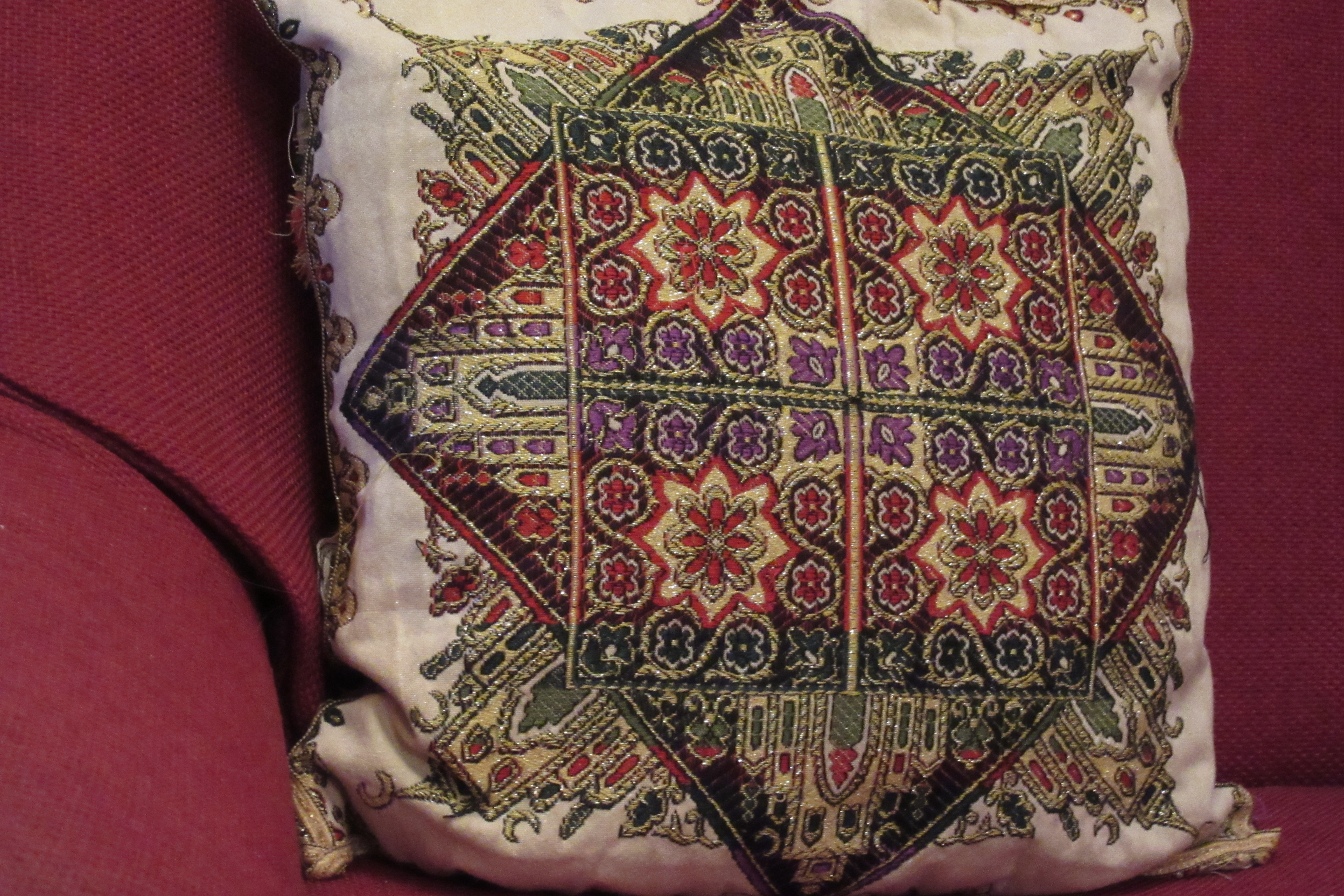
Un cuscino turco ricamato